# Olympische Sommerspiele 1988/Leichtathletik – 50 km Gehen (Männer)

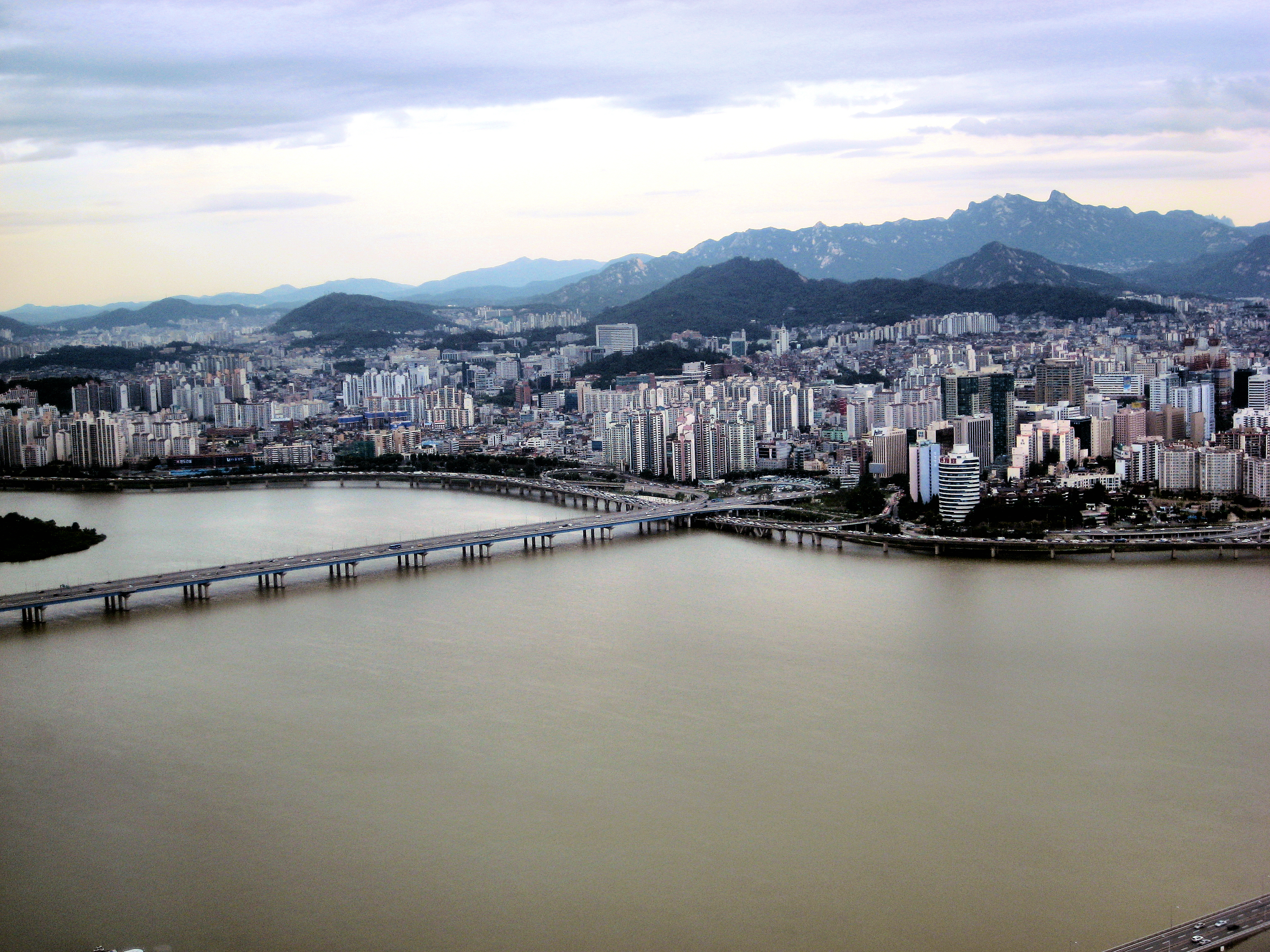
Panoramablick aus Seoul im Jahr 2007

Das 50-km-Gehen der Männer bei den Olympischen Spielen 1988 in Seoul wurde am 30. September 1988 ausgetragen. Start und Ziel war das Olympiastadion Seoul. 42 Athleten nahmen teil, von denen 35 das Ziel erreichten.
Olympiasieger wurde Wjatscheslaw Iwanenko aus der Sowjetunion. Er gewann vor Ronald Weigel und Hartwig Gauder, beide aus der DDR.
Neben den Medaillengewinnern Weigel und Gauder nahm für die DDR zudem Dietmar Meisch teil, der das Rennen auf Platz neun beendete.

Geher aus der Bundesrepublik Deutschland, der Schweiz, Österreich und Liechtenstein nahmen nicht teil.

## Aktuelle Titelträger
| Olympiasieger 1984                 | Raúl González ( Mexiko)                     | 3:47:26 h                                   | Los Angeles 1984                            |
| Weltmeister 1987                   | Hartwig Gauder ( DDR)                       | 3:40:53 h                                   | Rom 1987                                    |
| Europameister 1986                 | Hartwig Gauder ( DDR)                       | 3:40:55 h                                   | Stuttgart 1986                              |
| Panamerikanischer Meister 1987     | Martín Bermúdez ( Mexiko)                   | 3:58:54 h                                   | Indianapolis 1987                           |
| Zentralamerika und Karibik-Meister | 50-km-Gehen nicht im Meisterschaftsprogramm | 50-km-Gehen nicht im Meisterschaftsprogramm | 50-km-Gehen nicht im Meisterschaftsprogramm |
| Südamerika-Meister                 | 50-km-Gehen nicht im Meisterschaftsprogramm | 50-km-Gehen nicht im Meisterschaftsprogramm | 50-km-Gehen nicht im Meisterschaftsprogramm |
| Asienmeister                       | 50-km-Gehen nicht im Meisterschaftsprogramm | 50-km-Gehen nicht im Meisterschaftsprogramm | 50-km-Gehen nicht im Meisterschaftsprogramm |
| Afrikameister                      | 50-km-Gehen nicht im Meisterschaftsprogramm | 50-km-Gehen nicht im Meisterschaftsprogramm | 50-km-Gehen nicht im Meisterschaftsprogramm |

## Bestleistungen / Rekorde
Weltrekorde wurden im Straßengehen außer bei Meisterschaften und Olympischen Spielen wegen der unterschiedlichen Streckenbeschaffenheiten nicht geführt.

### Bestehende Bestleistungen / Rekorde
| Weltbestzeit       | 3:38:17 h | Ronald Weigel ( DDR)    | Potsdam, DDR (heute Deutschland) | 25. Mai 1986    |
| Olympischer Rekord | 3:47:26 h | Raúl González ( Mexiko) | OS Los Angeles, USA              | 11. August 1984 |

### Rekordverbesserung
Der sowjetische Olympiasieger Wjatscheslaw Iwanenko verbesserte den bestehenden olympischen Rekord im Wettkampf am 30. September um 8:57 min auf 3:38:29 h und war damit der erste Geher, der auf dieser Distanz bei Olympischen Spielen die Marke von 3:40 Stunden unterbot. Die Weltbestzeit verfehlte er nur um zwölf Sekunden.

## Streckenführung
Das Rennen wurde im Olympiastadion Seoul gestartet. Nach einer Runde verlief die Route aus dem Stadion heraus Richtung Süden und kurz darauf nach Osten. Es ging über die Olympic-ro nördlich vorbei am Asian Park. Auf Höhe der Baekjegobun-ro begann ein Rundkurs von ca. 2,5 km Länge, der neunzehn Mal zu absolvieren war. Anschließend ging es zurück zum Stadion auf die Laufbahn, wo nach einer Schlussrunde das Ziel lag.

## Resultat und Rennverlauf
Datum: 30. September 1988, 8:00 Uhr
Wjatscheslaw Iwanenko war der erste Olympiasieger der Sowjetunion im 50-km-Gehen.

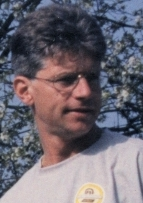
Bronzemedaillengewinner Hartwig Gauder

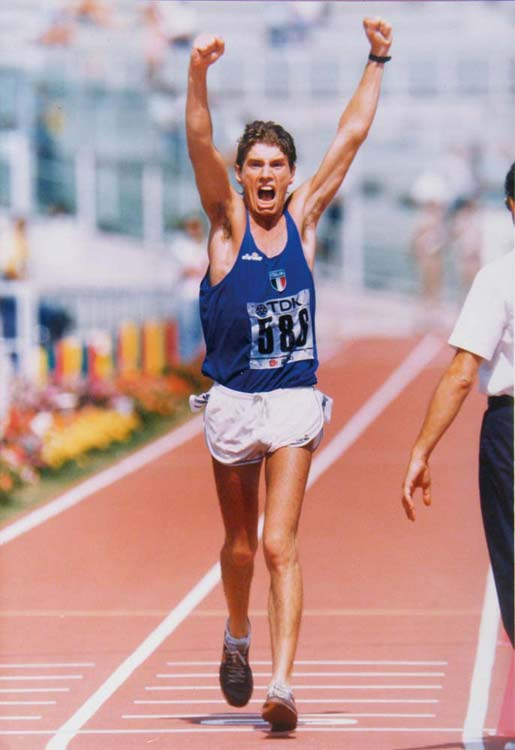
Rang acht ür Raffaello Ducceschi

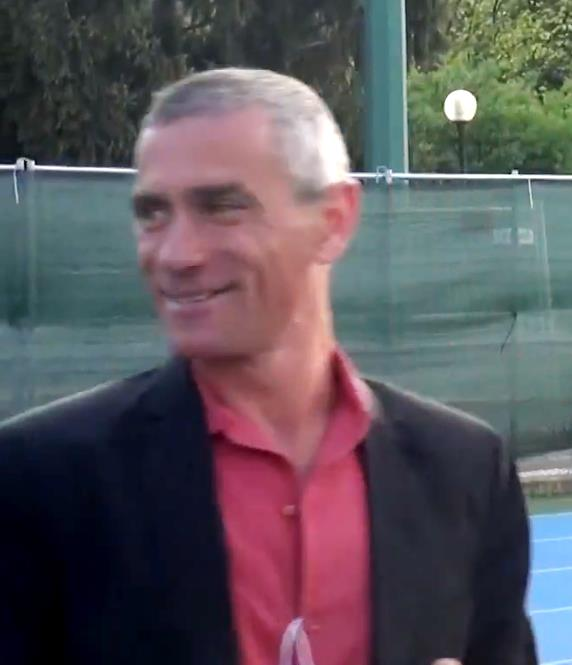
Der elftplatzierte Giovanni Perricelli
(hier im Jahr 2015)

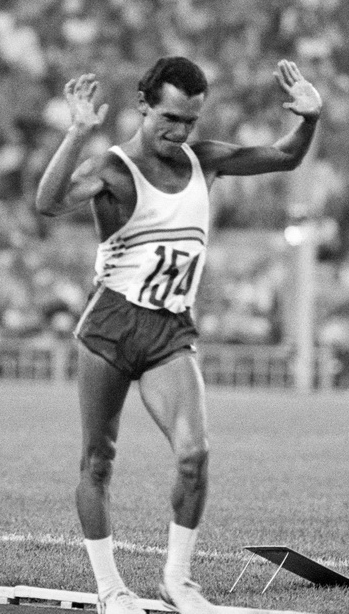
Jorge Llopart – 1980 Olympiazweite und
1978 Europameister – belegte Rang dreizehn

| Zwischenzeiten      | Zwischenzeiten | Zwischenzeiten             | Zwischenzeiten |
| Zwischenzeit- Marke | Zwischenzeit   | Führende(r)                | 5-km-Zeit      |
| ------------------- | -------------- | -------------------------- | -------------- |
| 5 km                | 22:43 min      | große Spitzengruppe        | 22:43 min      |
| 10 km               | 45:23 min      | Hernán Andrade             | 22:40 min      |
| 15 km               | 1:07:35 h00    | Hernán Andrade             | 22:12 min      |
| 20 km               | 1:29:47 h00    | Hernán Andrade             | 22:12 min      |
| 25 km               | 1:51:58 h00    | Martín Bermúdez            | 22:11 min      |
| 30 km               | 2:14:25 h00    | Martín Bermúdez            | 22:27 min      |
| 35 km               | 2:35:50 h00    | sechsköpfige Spitzengruppe | 21:25 min      |
| 40 km               | 2:56:20 h00    | Wjatscheslaw Iwanenko      | 20:30 min      |
| 45 km               | 3:17:22 h00    | Wjatscheslaw Iwanenko      | 21:02 min      |
| 50 km               | 3:38:29 h00    | Wjatscheslaw Iwanenko      | 21:07 min      |

## Ergebnis
| Platz | Athlet                | Land                | Zeit (h) | Anmerkung |
| ----- | --------------------- | ------------------- | -------- | --------- |
|       | Wjatscheslaw Iwanenko | Sowjetunion         | 3:38:29  | OR        |
|       | Ronald Weigel         | DDR                 | 3:38:56  |           |
|       | Hartwig Gauder        | DDR                 | 3:39:45  |           |
| 04    | Aljaksandr Pataschou  | Sowjetunion         | 3:41:00  |           |
| 05    | José Marín            | Spanien             | 3:43:03  |           |
| 06    | Simon Baker           | Australien          | 3:44:07  |           |
| 07    | Bo Gustafsson         | Schweden            | 3:44:49  |           |
| 08    | Raffaello Ducceschi   | Italien             | 3:45:43  |           |
| 09    | Dietmar Meisch        | DDR                 | 3:46:31  |           |
| 10    | Pavol Szikora         | Tschechoslowakei    | 3:47:04  |           |
| 11    | Giovanni Perricelli   | Italien             | 3:47:14  |           |
| 12    | Pavol Blažek          | Tschechoslowakei    | 3:47:31  |           |
| 13    | Jorge Llopart         | Spanien             | 3:48:09  |           |
| 14    | François Lapointe     | Kanada              | 3:48:15  |           |
| 15    | Martín Bermúdez       | Mexiko              | 3:49:22  |           |
| 16    | Alain Lemercier       | Frankreich          | 3:50:28  |           |
| 17    | Roman Mrázek          | Tschechoslowakei    | 3:50:46  |           |
| 18    | Reima Salonen         | Finnland            | 3:51:36  |           |
| 19    | Andrew Jachno         | Australien          | 3:53:23  |           |
| 20    | Stefan Johansson      | Schweden            | 3:53:34  |           |
| 21    | José Pinto            | Portugal            | 3:55:57  |           |
| 22    | Marco Evoniuk         | USA                 | 3:56:55  |           |
| 23    | Carl Schueler         | USA                 | 3:57:44  |           |
| 24    | Jacek Bednarek        | Polen               | 3:58:31  |           |
| 25    | Manuel Alcalde        | Spanien             | 3:59:13  |           |
| 26    | Wytalyj Popowytsch    | Sowjetunion         | 3:59:23  |           |
| 27    | Leslie Morton         | Großbritannien      | 3:59:30  |           |
| 28    | Paul Blagg            | Großbritannien      | 4:00:07  |           |
| 29    | Li Baojin             | Volksrepublik China | 4:00:07  |           |
| 30    | Héctor Moreno         | Kolumbien           | 4:01:31  |           |
| 31    | Tadahiro Kosaka       | Japan               | 4:03:12  |           |
| 32    | Sandro Bellucci       | Italien             | 4:04:56  |           |
| 33    | Arturo Bravo          | Mexiko              | 4:08:08  |           |
| 34    | Andrew Kaestner       | USA                 | 4:12:49  |           |
| 35    | William Sawe          | Kenia               | 4:25:24  |           |
| DNF   | Erling Andersen       | Norwegen            |          |           |
| DNF   | Godfried Dejonckheere | Belgien             |          |           |
| DNF   | Jan Staaf             | Schweden            |          |           |
| DNF   | Sándor Urbanik        | Ungarn              |          |           |
| DSQ   | Hernán Andrade        | Mexiko              |          |           |
| DSQ   | Jean-Marie Neff       | Frankreich          |          |           |
| DSQ   | Eric Neisse           | Frankreich          |          |           |

Die Favoriten des Rennens waren die beiden DDR-Geher Ronald Weigel (Weltmeister 1983, auch Inhaber der Weltbestzeit) und Hartwig Gauder (Olympiasieger 1980, amtierender Welt-/Europameister) sowie der sowjetische Teilnehmer Wjatscheslaw Iwanenko – WM-Dritter und Vizeeuropameister.
Bei Kilometer zehn hatte sich der Mexikaner Hernán Andrade eine leichte Führung von zehn Sekunden erarbeitet. Hinter ihm lag eine über zwanzigköpfige Verfolgergruppe. Nach fünfzehn Kilometern hatte sich Andrades Vorsprung auf mehr als eine halbe Minute vergrößert. Sein Landsmann Martín Bermúdez verschärfte nun das Tempo in der Verfolgergruppe und setzte sich von seinen Konkurrenten ab. Bei Kilometer zwanzig war er bis auf vierzehn Sekunden an Andrade herangekommen, das Verfolgerfeld lag jetzt eine halbe Minute hinter Bermúdez zurück. Kurze Zeit später wurde Andrade wegen Verstoßes gegen die Gehregeln disqualifiziert, was Bermúdez die Führung brachte. Bei Kilometer 25 betrug der Vorsprung des Mexikaners mehr als eine Minute. Das Verfolgerfeld forcierte nun das Tempo. Gauder und Weigel, ihr Teamkamerad Dietmar Meisch sowie Iwanenko und sein Landsmann Aljaksandr Pataschou, der Spanier José Marín, der Schwede Bo Gustafsson, der Italiener Raffaello Ducceschi, der Franzose Alain Lemercier, der Norweger Erling Andersen und der Ungar Sándor Urbanik waren bis auf sechs Sekunden herangekommen. Nach 35 Kilometern war Bermúdez wieder vom Feld eingeholt worden, das in der Zwischenzeit bei dem durchgängig hohen Tempo allerdings auf sechs Geher inklusive Bermúdez geschrumpft war. Bei Kilometer vierzig hatte Iwanenko die Spitze übernommen, hinter ihm lagen Weigel und Gauder, direkt dahinter Pataschou und Marín. Iwanenko baute seinen Vorsprung jetzt immer weiter aus. Fünf Kilometer vor dem Ende lag er achtzehn Sekunden vor Weigel, dieser wiederum drei Sekunden vor Gauder. Weitere fünf Sekunden später folgte Pataschou, Marín musste abreißen lassen. Im Ziel hatte Wjatscheslaw Iwanenko fast eine halbe Minute Vorsprung vor Weigel herausgeholt. Der Olympiasieger lag mit seiner Siegeszeit nur zwölf Sekunden über Weigels Weltbestzeit und stellte damit einen neuen olympischen Rekord auf. 49 Sekunden nach Silbermedaillengewinner Ronald Weigel erreichte Hartwig Gauder das Ziel und gewann Bronze. Aljaksandr Pataschou konnte das Schlusstempo ebenfalls nicht halten und kam mehr als eine Minute nach Gauder als Vierter ins Ziel. José Marín wurde Fünfter, der Australier Simon Baker Sechster.

## Video
- 2168 Olympische Spiele 1988, 50-km-Gehen, Siegerehrung, youtube.com, abgerufen am 30. November 2021